# Guillaume Ruel
Guillaume Ruel est un athlète français, né le 12 novembre 1997 à Valognes, spécialisé dans les courses de fond, d'ultrafond, détenteur du record d'Europe sur 50 km et du record de France du 100 km.

## Biographie
Guillaume Ruel est le fils de l'ultra-marathonien Stéphane Ruel et de Nathalie Ruel. Il grandit à Coutances.
Il court la distance d’un marathon pour la première fois à l’âge de 17 ans et en compétition à l'âge de 19 ans. En 2021, il s’inscrit sur « un coup de tête » et court son premier 100km lors des Championnats de France d’Amiens, qu’il gagne. Il devient à 23 ans le plus jeune champion de France de 100 km lors de sa première participation sur la distance, en 6 h 42 min 48 s, signant la onzième performance française de tous les temps,.
À la suite de cette performance, il intègre l'équipe professionnelle sud-africaine Nedbank Running Club. En mars 2022, lors des 50 km de Nedbank Runified, il établit le record d'Europe de 50 km en 2 h 47 min 23 s,.
Le 27 août 2022, à l'occasion des Championnats du Monde de 100 km, Guillaume Ruel termine 5e en établissant un nouveau record de France (6 h 19 min 51 s), après avoir été en tête pendant une grande partie de la course,. Il signe cette année là un contrat de sportif avec l’équipementier Salomon.
La saison 2023 est consacrée à la préparation spécifique sur la distance de 100 km, en vue d'une tentative de record du monde en mai au Japon,. Ayant également comme objectif d'être le premier athlète de l'histoire à descendre sous les 6 heures sur la distance, Guillaume Ruel est contraint à l'abandon au 70e km en raison de fortes chaleurs,.
Classé 9e français au marathon et n’ayant pas les minimas, il n’est pas qualifié pour les Jeux-Olympique de Paris 2024. Le 22 juin 2024, lors du Orange Curtain Endurance Run (Los Angeles/ USA), il améliore son record de France sur la distance  en 6 h 13 min 41 s, 5e performance mondiale de tous les temps. En pleine préparation pour les championnats du monde 2024 du 100 km en Inde, il enchaîne 5 marathons en quelques semaines dont un triplé 10 km, semi-marathon et marathon en un week-end lors des courses du 5e marathon internationale de Deauville. Triplé qu’il avait déjà réalisé, en moindre mesure, en début de sa préparation lors des Foulées Gouvillaises en août 2024 (5 km, 10 km, semi-marathon),.
Spécialiste de la course sur route, il a comme idée de se lancer dans le futur sur des 100 miles ou des ultra-trails assez roulant.
En 2025, un documentaire de 52mn lui a été consacré par Martin Cauwel et Bastien Moignoux : "À rude épreuve".

## Études
En parallèle des ses exploits sportifs, il se lance dans les études. Sur conseils de ses parents, il se tourne vers les études de Santé (PACES), tout comme son aîné. Il se spécialise en pharmacie et plus particulièrement en officine, pour le contact avec les autres et se sentir utile au quotidien.
Il a pu bénéficier d’aménagement grâce à son inscription à la liste ministérielle des sportifs de haut niveau.
Il achève en 2022 sa sixième année en sciences pharmaceutiques au sein de l’UFR Santé de l’université de Caen-Normandie, qu’il considère comme une université « à taille humaine ». Toujours en rédaction de sa thèse afin de devenir Docteur en pharmacie (B. Pharm.) en septembre 2024, il a pour objectif de soutenir en 2025.

## Records personnels
- 100 km route : 6 h 13 min 41 s à l'Orange Curtain Endurance Run à Los Angeles (USA) en 2024[21]
- 50 km route : 2 h 47 min 24 s aux 50 km de Nedbank Runified à Pretoria (Afrique du Sud) en 2022[22]
- Marathon : 2 h 14 min 48 s au Marathon de Rennes en 2023[23]
- Semi-Marathon : 1 h 04 min 53 s au Semi-Marathon de Séville 2024 (Espagne)
- 10 km route : 29 min 52 s à la Prom'Classic de Nice 2024
- 10 miles route :  51 min 36 s à Tilburg (Pays-Bas)[24]
- 3000 mètres piste : 8 min 35 s 89 c au Championnats de France d'athlétisme en salle 2021[24]
- 1500 mètres piste : 3 min 59 s 56 c au Meeting d'athlétisme de l'Eure 2021[24]

## Club
Premier de sa famille à être licencié dans un club d’athlétisme, il débute au BA de Coutances dans les catégories minime et cadet.
Depuis son adolescence, il passe par différents club Manchois et Sarthois :
- 2010 – 2014 : Manche Athlé Centre Sud
- 2015 – 2017 : Granville Athelic Club
- 2018 – 2019 : Athletic Trois Tours
- 2019 – 2023 : Stade Olympique du Maine Athlétisme
- 2023 – : Pays Saint-Lois Athlétisme

Après 48 mois au SO du Maine Athlétisme, il change de club pour des raisons financières et un rapprochement géographique. Cette mutation ne s’est pas faite plus tôt car en raison de ses performances internationales sur 100 km, les frais de mutations s’élevaient à 6000€. Finalement après une année 2023 plus centré sur le marathon, les frais de mutations se sont élevés à 1200 € pour le Pays Saint-Lois.
En plus de plusieurs sélections en équipe de France, il fait partie de la liste ministérielle des sportifs de haut niveau depuis 2020.

## Palmarès
- 2022 : 5ème au championnat du monde de 100 km[28]
- 2022 : 2ème par équipe du championnat du monde de 100 km
- 2021 : Champion de France de 100 km Élite[29]
- 2019 : Champion de France de Semi-marathon Espoir[30]
- 2018 : Champion de France de marathon Espoir[30]
- 2017 : 3ème du championnat de France de Semi-marathon Junior
- 2015 : Champion de France de Kilomètre Verticale Junior[30]